# Bandera de Brisbane
La bandera de Brisbane és un dels símbols de la ciutat australiana de Brisbane i es basa en el seu escut d'armes, disseny del qual és un homenatge a Sir Thomas Brisbane, destacat astrònom. La bandera, de fons blau marí, presenta sis quarters disposats en dues files de tres, tots ells envoltats per una bordura dentada de blau marí i daurat, els colors de la ciutat. Dins el primer quarter hi trobem representat un caduceu d'or sobre quatre faixes blanques ondades sobre un camp blau marí. El segon quarter conté, en vertical, un estel blanc de cinc puntes entre dos nusos Stafford. La resta de quarters s'alternen entre aquests dos dissenys. Proporcions 1:2.

## Disseny
El disseny de la bandera és una alternança de dos quarters, repetits cadascun tres cops i disposats en dues línies, dels elements que es troben a l'escut d'armes de la ciutat i envoltats per una bordura dentada de blau marí i groc.
- Primer quarter: conté un caduceu d'or sobre quatre faixes blanques ondades en un camp blau marí.
- Segon quarter: conté, en disposició vertical o en pal, un estel blanc de cinc puntes entre dos nusos Stafford d'or.

### Simbolisme
Colors
- El blau representa tant la mar com el riu Brisbane que travessa la ciutat,
- El groc representa el sol i el clima càlid de la ciutat.

Elements
- El caduceu, més que la seva associació popular però errònia amb la medicina, representa el comerç, fent referència al paper d'Hermes en la mitologia grega en la seva qualitat de protector del comerç.
- Les faixes ondades blanques representen el riu Brisbane que travessa la ciutat, portador de comerç i prosperitat a la ciutat en els primers dies de l'assentament britànic.
- L'estel representa els assoliments de Sir Thomas Brisbane, oficial britànic i astònom que fou governador de la colònia de Nova Gal·les del Sud, per qui rep el nom de la ciutat,[1]
- El nus Stattford representa el 38è (1r Staffordshire) Regiment of Foot, un regiment d'infanteria de l'exèrcit britànic, creat el 1705 i en el que va servir Sir Thomas Brisbane abans del càrrec de governador.

L'abundància de símbols marítims a la bandera reflecteix el paper inicial de Brisbane com a port fluvial.

### Colors
La bandera utilitza quatre colors primaris, sent els codis més comuns d'aquests els següents:
| Model de color | Blau         | Groc        | Blanc       | Negre     |
| -------------- | ------------ | ----------- | ----------- | --------- |
| Pantone        | 2738 C       | 7548 C      | Blanc       | Negre 6 C |
| RGB            | 0, 0, 150    | 255, 200, 0 | 255,255,255 | 0,0,0     |
| CMYK           | 100-100-0-41 | 0-22-100-0  | 0-0-0-0     | 0-0-0-100 |
| HTML           | #000096      | #FFC800     | #FFFFFF     | #000000   |

## Ús
La bandera oneja diàriament a la plaça King George de Brisbane, davant de l'ajuntament, i també s'exhibeix de manera destacada tant a l'edifici principal de l'ajuntament com a altres oficines del consistori repartides oer la ciutat. També es va projectar una imatge gegant de la bandera sobre el pont William Jolly com a part de les celebracions del 150è aniversari de l'estat de Queensland.